# Jay and the Americans
Jay and the Americans fue un grupo de música rock que alcanzaron popularidad en los años 60. Su formación original incluía a los músicos John "Jay" Traynor, Howard Kane, Kenny Vance y Sandy Deanne, aunque sus mayores éxitos los cosecharon tras la salida de Traynor, que fue reemplazado como vocalista principal por Jay Black.

## Historia

### Inicios
Fueron descubiertos mientras actuaban en una fiesta de estudiantes en laUniversidad de Nueva York. Tras una audición para Leiber y Stoller, estos propusieron el nombre del grupo.

### Éxito comercial
Con Jay Traynor como vocalista principal, entraron en las listas Billboard en 1962 con el sencillo "She Cried," que alcanzó el puesto número 5 (posteriormente el tema fue versionado por The Shangri-Las o Aerosmith, entre otros). Pese al prometedor inicio, los siguientes dos sencillo no alcanzaron el éxito y Traynor abandonó el grupo. Tras un reajuste de sus miembros, entraron en la banda el guitarrista Marty Sanders y el cantante David Black, que cambió su nombre por Jay Black.
En 1963 volvieron a saborear el éxito con el sencillo "Only In America," una canción originalmente grabada por The Drifters. Otros notables éxitos de la banda fueron "Come a Little Bit Closer" en 1964 y "Cara Mia" en 1965. 
En 1966, el grupo tuvo una aparición en la comedia de Universal, Wild Wild Winter, cantando "Two of a Kind" al final de la película junto a la surf band The Astronauts. 
En 1968, grabaron un álbum con sus clásicos favoritos, llamado Sands of Time, que incluía el tema "This Magic Moment," original de The Drifters. El sencillo alcanzó el número 9 de las listas de éxitos en enero de 1969.y vendió más de un millón de copias, siendo certificado por la R.I.A.A. como disco de oro en mayo de 1969. "This Magic Moment" fue el último sencillo de Jay and the Americans en alcanzar la lista de los diez más populares. Del siguiente álbum, Wax Museum, publicado en enero de 1970, se extrajo el sencillo "Walkin' In The Rain," originalmente grabado por The Ronettes que llegó al número 19. Sus siguientes lanzamientos no tuvieron cabida en las listas de éxitos. Entre 1970 y 1971 Walter Becker y Donald Fagen se unieron a la banda para las actuaciones en directo como bajista y organista. 

### Separación
El grupo se disolvió en 1973. Todos sus miembros iniciaron carreras en solitario, excepto Jay Black, bajo el nombre de "Jay and the Americans." 
Su versión de "Cara Mia" alcanzó el número 1 en las listas de éxitos holandesas cuando fue reeditado en 1980.

### Venta del nombre y reunión
En 2002 fueron incluidos en el Salón de la Fama de los Grupos Vocales. En 2006, Jay Black se declaró en bancarrota debido a sus deudas, y el nombre "Jay & The Americans" del que era propietario fue vendido a su excompañero de la banda Sandy Deanne por 100.000 dólares para saldar sus deudas. Con el nombre de nuevo en su poder, los originales miembros de la banda Deanne, Howard Kane y Marty Sanders se reunieron y contrataron a un cantante de Chicago que, casualmente se llamaba John "Jay" Reincke, y que se convirtió así en el tercer "Jay" de la banda. Con esta formación, el grupo volvió a los escenarios en 2006.

## Miembros
- Sandy Deane - vocals (1960–1973, 2006-presente)
- Howard Kane - vocals (1960–1973, 2006-presente)
- Marty Sanders - guitar, vocals (1962-1973, 2006-presente)
- Jay Reincke - lead vocals (2006-presente)

### Miembros pasados
- Kenny Vance - vocalista (1960–1973)
- Jay Traynor - vocalista (1960-1962)
- Jay Black - vocalista (1962-1973)

## Discografía

### Singles
| Año  | Título                                         | Posicionamiento | Posicionamiento | Posicionamiento | Sello                  | Cara B                                                           | Álbum                              |
| Año  | Título                                         | US              | AC              | CB              | Sello                  | Cara B                                                           | Álbum                              |
| ---- | ---------------------------------------------- | --------------- | --------------- | --------------- | ---------------------- | ---------------------------------------------------------------- | ---------------------------------- |
| 1961 | "Tonight"                                      | 120             | –               | –               | United Artists Records | "The Other Girls"                                                | She Cried                          |
| 1962 | "She Cried"                                    | 5               | –               | 44              | United Artists Records | "Dawning"                                                        | She Cried                          |
| 1962 | "This is It"                                   | 109             | –               | 83              | United Artists Records | "It's My Turn to Cry" (Non-LP track)                             | Come a Little Bit Closer           |
| 1962 | "Yes"                                          | –               | –               | –               | United Artists Records | "Tomorrow" (On the LP "Come a Little Bit Closer")                | She Cried                          |
| 1963 | "What's the Use"                               | –               | –               | –               | United Artists Records | "Strangers Tomorrow"                                             | Come a Little Bit Closer           |
| 1963 | "Only in America"                              | 25              | –               | 28              | United Artists Records | "My Clair de Lune" (On the LP "She Cried")                       | Come a Little Bit Closer           |
| 1963 | "Come Dance with Me"                           | 76              | –               | 82              | United Artists Records | "Look in My Eyes Maria"                                          | Come a Little Bit Closer           |
| 1964 | "To Wait for Love"                             | –               | –               | –               | United Artists Records | "Friday"                                                         | Come a Little Bit Closer           |
| 1964 | "Come a Little Bit Closer"                     | 3               | –               | 4               | United Artists Records | "Goodbye Boys, Goodbye"                                          | Come a Little Bit Closer           |
| 1964 | "Let's Lock the Door (And Throw Away the Key)" | 11              | –               | 10              | United Artists Records | "I'll Remember You" (From Livin' Above Your Head)                | Blockbusters                       |
| 1965 | "Think of the Good Times"                      | 57              | –               | 54              | United Artists Records | "If You Were Mine, Girl"                                         | Blockbusters                       |
| 1965 | "Cara Mia"                                     | 4               | –               | 4               | United Artists Records | "When It's All Over" (Billboard #129)                            | Blockbusters                       |
| 1965 | "Some Enchanted Evening"                       | 13              | –               | 15              | United Artists Records | "Girl"                                                           | Jay & The Americans Greatest Hits! |
| 1965 | "Sunday and Me"                                | 18              | –               | 20              | United Artists Records | "Through this Doorway" (from Jay & The Americans Greatest Hits!) | Sunday and Me                      |
| 1966 | "Why Can't You Bring Me Home"                  | 63              | –               | 55              | United Artists Records | "Baby Stop Your Cryin'"                                          | Sunday and Me                      |
| 1966 | "Crying"                                       | 25              | –               | 32              | United Artists Records | "I Don't Need A Friend"                                          | Sunday and Me                      |
| 1966 | "Livin' Above Your Head"                       | 76              | –               | 78              | United Artists Records | "Look at Me, What Do You See"                                    | Livin' Above Your Head             |
| 1966 | "(He's) Raining in My Sunshine"                | 90              | –               | 62              | United Artists Records | "The Reason for Living (For You My Darling)"                     | Try Some of This!                  |
| 1967 | "You Ain't As Hip As All That Baby"            | –               | –               | –               | United Artists Records | "Nature Boy"                                                     | Try Some of This!                  |
| 1967 | "(We'll Meet in The) Yellow Forest"            | 131             | –               | 93              | United Artists Records | "Got Hung Up Along the Way"                                      | Non-LP tracks                      |
| 1967 | "French Provincial"                            | –               | –               | –               | United Artists Records | "Shanghai Noodle Factory"                                        | Non-LP tracks                      |
| 1968 | "No Other Love"                                | 114             | –               | 119             | United Artists Records | "No, I Don't Know Her"                                           | Non-LP tracks                      |
| 1968 | "You Ain't Gonna Wake Up Cryin'"               | –               | –               | –               | United Artists Records | "Gemini (Don't You Ever Wonder Why)"                             | Non-LP tracks                      |
| 1968 | "This Magic Moment"                            | 6               | 11              | 5               | United Artists Records | "Since I Don't Have You"                                         | Sands of Time                      |
| 1969 | "When You Dance"                               | 70              | –               | 41              | United Artists Records | "No, I Don't Know Her" (Non-LP track)                            | Sands of Time                      |
| 1969 | "Hushabye"                                     | 62              | 31              | 45              | United Artists Records | "Gypsy Woman" (Non-LP track)                                     | Sands of Time                      |
| 1969 | "(I'd Kill) For the Love of a Lady"            | –               | –               | 113             | United Artists Records | "Learnin' How to Fly"                                            | Capture The Moment                 |
| 1969 | "Walkin' in the Rain"                          | 19              | 8               | 14              | United Artists Records | "For the Love of a Lady" (From Capture The Moment)               | Wax Museum, Vol. 1                 |
| 1970 | "Capture The Moment"                           | 57              | 32              | 45              | United Artists Records | "Do You Ever Think of Me" (Non-LP track)                         | Capture The Moment                 |
| 1970 | "Do I Love You?"                               | 93              | –               | 123             | United Artists Records | "Tricia (Tell Your Daddy)" (From Capture The Moment)             | Wax Museum, Vol. 1                 |
| 1971 | "There Goes My Baby"                           | 90              | –               | -               | United Artists Records | "Solitary Man"                                                   | Non-LP tracks                      |

### Álbumes
| Año  | Álbum                    | Billboard 200 | Cashbox | Sello                  |
| ---- | ------------------------ | ------------- | ------- | ---------------------- |
| 1962 | She Cried                | –             | –       | United Artists Records |
| 1963 | At the Cafe Wha?         | –             | –       | United Artists Records |
| 1964 | Come a Little Bit Closer | 131           | 88      | United Artists Records |
| 1965 | Blockbusters             | 113           | 73      | United Artists Records |
| 1966 | Sunday and Me            | 141           | –       | United Artists Records |
| 1966 | Livin' Above Your Head   | –             | –       | United Artists Records |
| 1967 | Try Some of This!        | –             | –       | United Artists Records |
| 1969 | Sands of Time            | 51            | 30      | United Artists Records |
| 1970 | Wax Museum               | 105           | 68      | United Artists Records |
| 1970 | Wax Museum, Vol. 2       | –             | –       | United Artists Records |
| 1970 | Capture The Moment       | –             | –       | United Artists Records |

### Recopilatorios
| Año  | Álbum                                                       | Billboard 200 | Cashbox | Sello                   |
| ---- | ----------------------------------------------------------- | ------------- | ------- | ----------------------- |
| 1965 | Jay & The Americans Greatest Hits                           | 21            | 58      | United Artists Records  |
| 1966 | Jay & The American Greatest Hits, Volume 2                  | –             | –       | United Artists Records  |
| 1968 | Jay & The Americans!!                                       | –             | –       | Sunset Records          |
| 1969 | Early American Hits                                         | –             | –       | Sunset Records          |
| 1991 | Come A Little Bit Closer: The Best of Jay and The Americans | –             | –       | EMI Records             |
| 1997 | Masterworks 1961-1971 (3 CDs)                               | –             | –       | United American Records |